# Virginia (Honduras)
Virginia es un municipio del departamento Lempira en la República de Honduras.

## Límites
| Orientación | Límite                           |
| ----------- | -------------------------------- |
| Norte       | Municipio de Candelaria, Lempira |
| Sur         | República de El Salvador         |
| Este        | Municipio de Piraera, Lempira    |
| Oeste       | Municipio de Mapulaca, Lempira   |

Su extensión territorial es de 37.08 km².

## Geografía

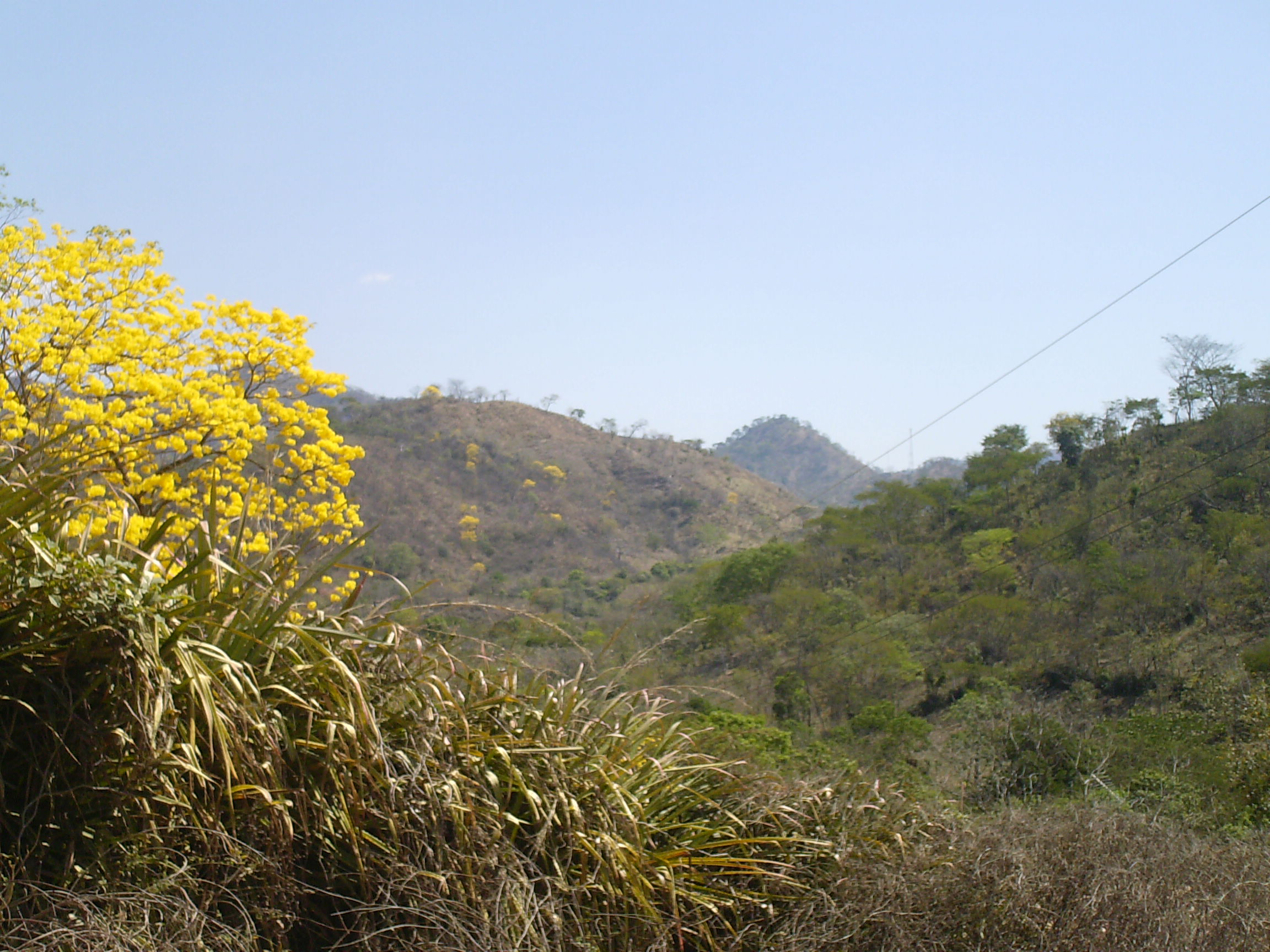
Los parajes de Virginia.

Está ubicado en una zona plana rodeada de muchos cerros. La vegetación aquí corresponde al bosque subtropical seco. Seis meses de verano sin lluvia, su elevación sobre el nivel del mar es apenas mayor a la del Municipio de Mapulaca. Su cabecera presenta algunas pendientes pronunciadas.
El lugar más bonito de Virginia para ir a disfrutar de la naturaleza, es el Río Lempa. Viajar en vehículo del casco urbano al río tarda 8 minutos.

## Historia
En 1830, fue fundado.

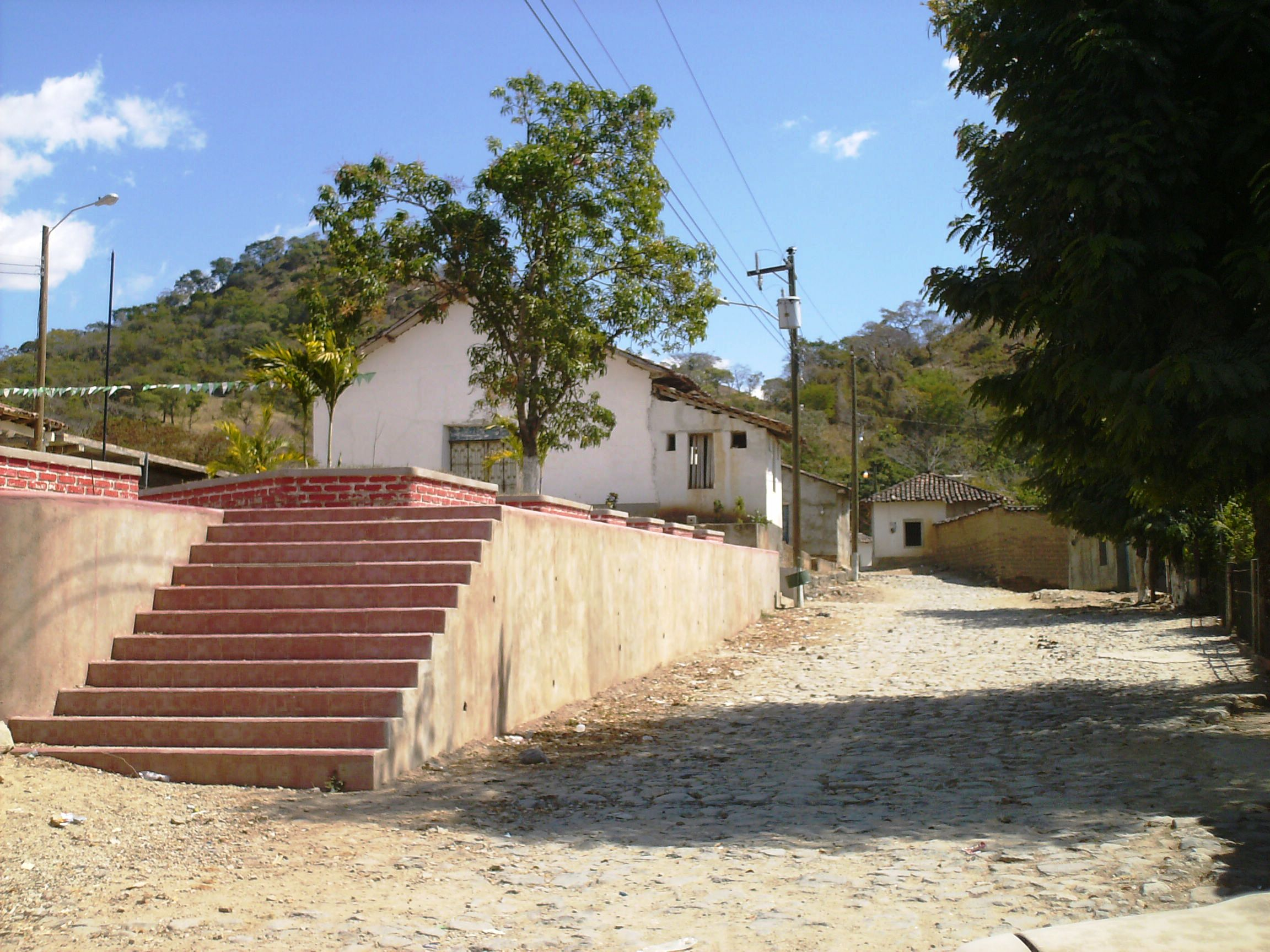
Parque central e iglesia comunal.

En 1864, adquirió el título de propiedad de sus ejidos.
En 1889, en la división política territorial de 1889 era uno de los municipios del Distrito de Candelaria.

### Alcaldes
El Alcalde Municipal actual de Virginia es el señor Carlos Leonardo Argueta.

## Población
En el Municipio de Virginia, los mestizos ocupan un 80 % de la población, y concentrándose en la cabecera. El restante 20 % corresponde a descendientes de indígenas y se ubica en las aldeas circundantes.
Este municipio era habitado por 2,548 habitantes en el año 2013, en las proyecciones hechas por el INE Honduras, para el 2020 se espera que hubieran 2,660 habitantes.
- Aldeas: Agua Zarca, Celilac, El Rodeo y Guaquincora.
- Caseríos: 35.

## Economía
Debido a su cercanía con El Salvador es más sencillo para sus habitantes movilizar mercaderías, aunque hay la misma cantidad de productos hondureños. Y porque hay más fuentes de trabajo en El Salvador, con la ventaja de recibir el pago en dólares de Estados Unidos. No se puede sembrar café por su elevación y tipo de suelo; por lo que los cultivos de maíz, maicillo, frijoles, sandía, melón, yuca son los principales seguido de la cría de ganado; pero en su mayoría son consumidos localmente.
Cuenta con el servicio de electricidad desde el año 1997.
En la comunicación Telefónica, para los años 2000 hasta el 2006 había cobertura de línea de la República de El Salvador. A partir del año 2006 se amplió la cobertura de comunicación de telefonía móvil hondureña.
En el año 2016 el casco urbano y algunas aldeas cuenta con el servicio wifi gratuito. Se espera mejorar más la comunicación para los habitantes.

## Turismo

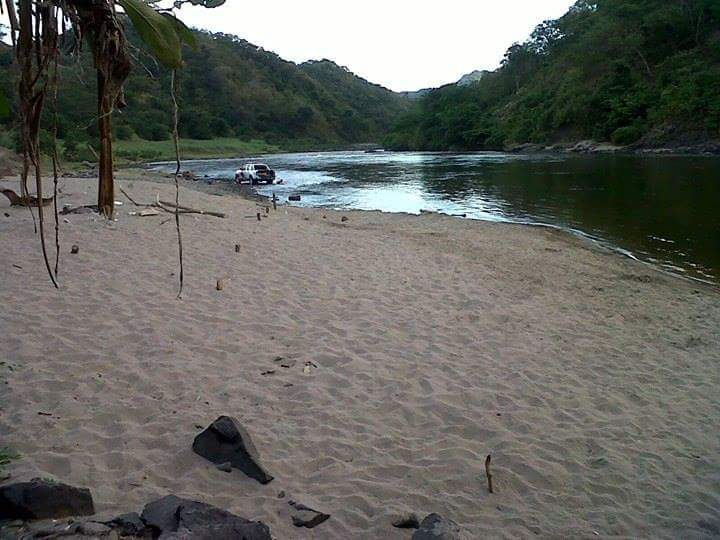
Puerto Las Flores, Virginia, Lempira (2016).

Virginia, ubicado en el mapa, es el número 27 de los municipios del Departamento de Lempira.
El municipio más cercano es Mapulaca.
Para quienes gustan de los ambientes rurales, en todo el municipio los habitantes es la gente alegre y amable es un lugar apropiado. Y también el lugar apropiado para disfrutar de la belleza natural esta el Río Lempa, un pasatiempo es refrescarse en sus aguas. En los días de semana los habitantes podemos decir que está de fiesta ya que llegan muchas personas a bañar. La Municipalidad tiene un personal de primeros auxilios en salvar vidas en el río. Las personas que desean visitar esa belleza natural pueden hacerlo desde el mes de noviembre hasta el mes de mayo, porque el agua es muy limpia. En los meses que está lloviendo el agua es sucia, las personas se dedican a las pesca.

### Feria Patronal
Las fiestas comunales y ferias atraen bastantes entusiastas. La feria patronal es el 13 de diciembre en honor a la Virgen de Santa Lucía.

## División Política

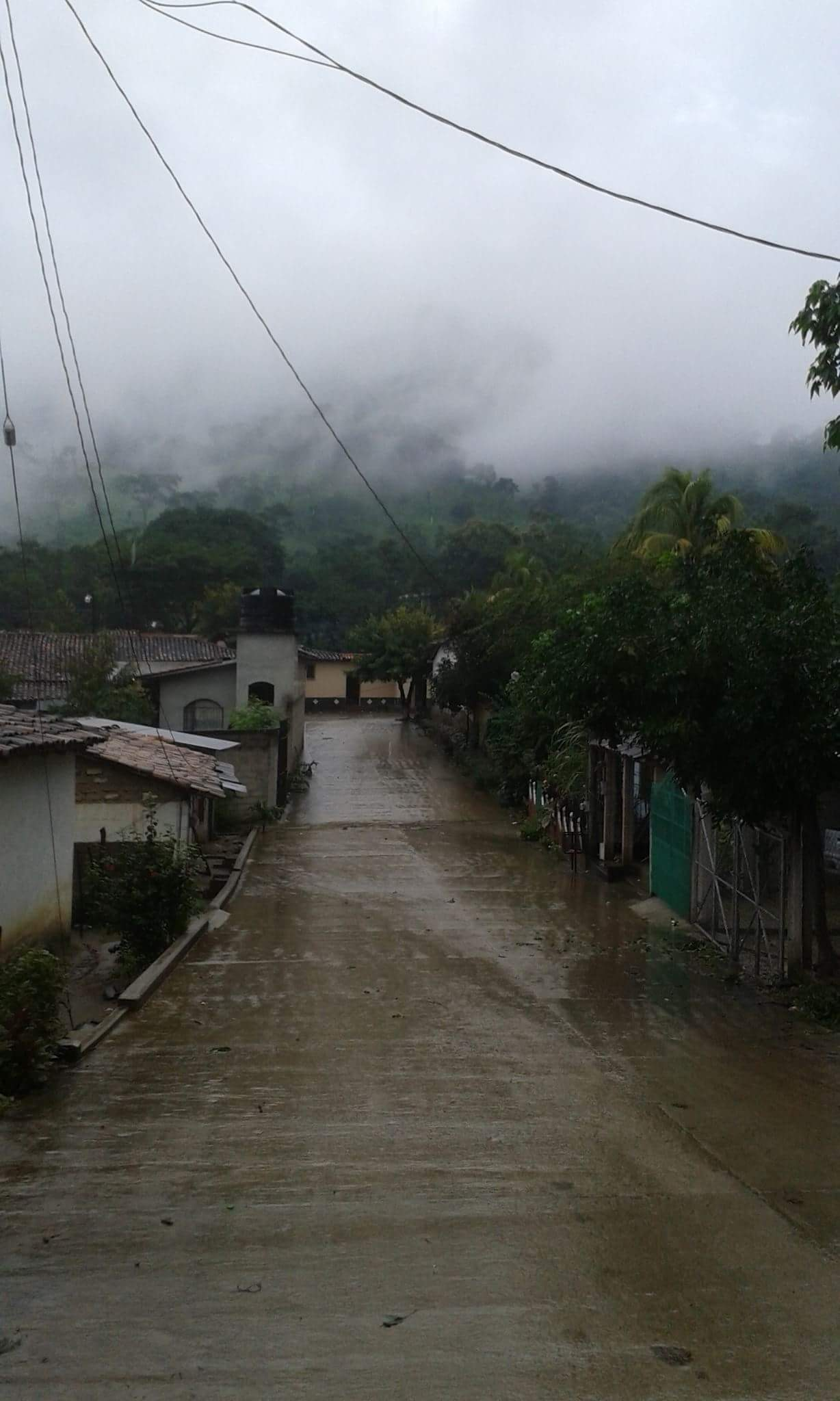
Calle cerca del parque de Virginia.

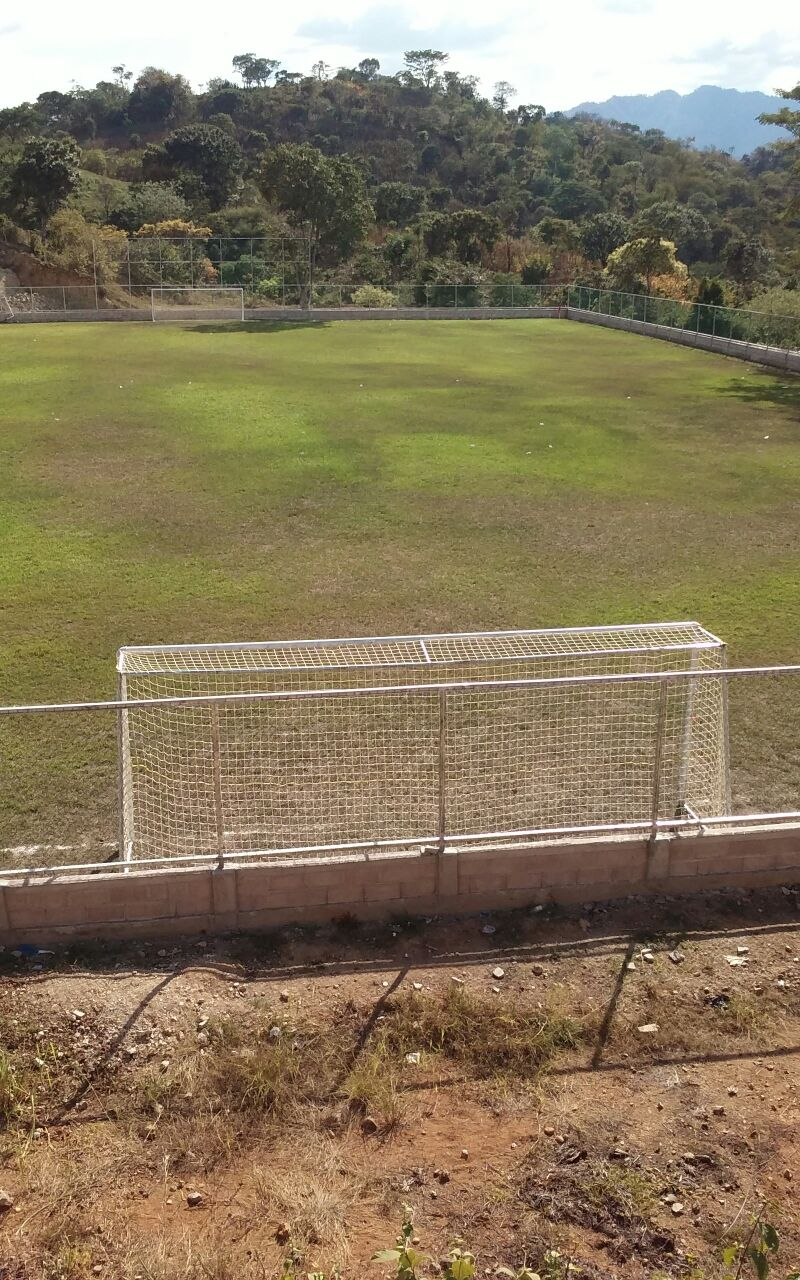
Campo de fútbol; Virginia Lempira.

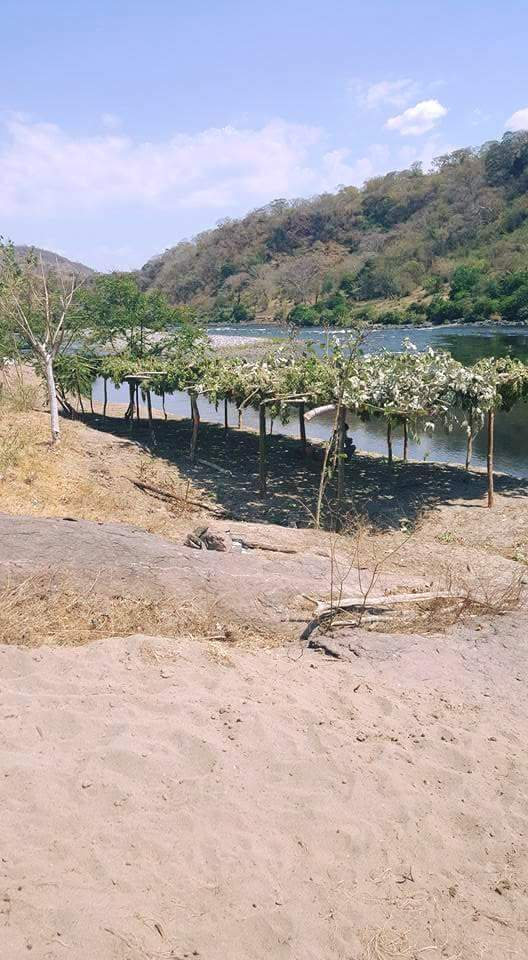
Río Lempa Puerto Las Flores en Virginia; ramada para los turistas.

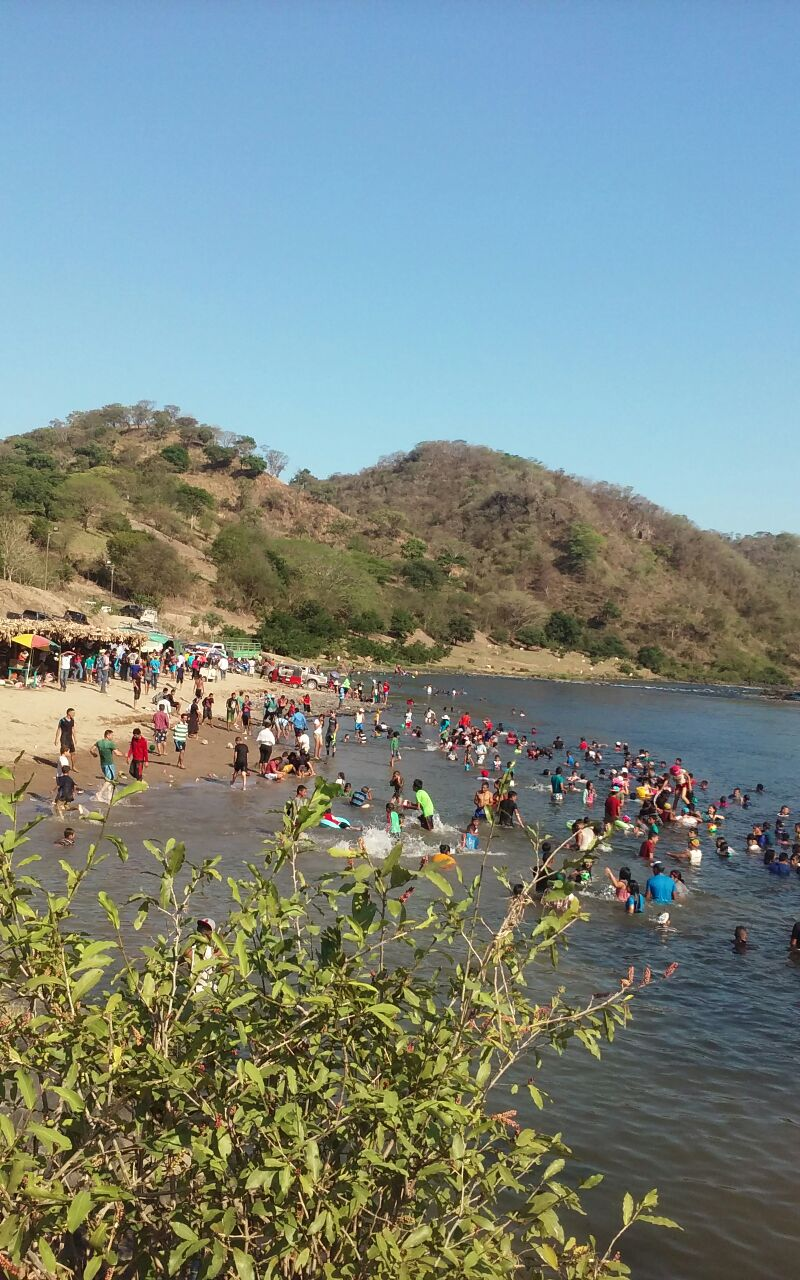
Río Lempa Virginia Puerto Las Flores en verano.

Aldeas: 5 (2013)
Caseríos: 38 (2013)
| Código | Aldea       |
| ------ | ----------- |
| 132701 | Virginia    |
| 132702 | Agua Zarca  |
| 132703 | Celilac     |
| 132704 | El Rodeo    |
| 132705 | Guaquincora |